# Perri Lister
Perri Lister (* 10. April 1959 in London) ist eine britische Tänzerin, Sängerin und Schauspielerin. Sie war Tänzerin der britischen Tanztruppe Hot Gossip, die in den späten 1970er und frühen 1980er Jahren regelmäßig in der Kenny Everett Video Show in Großbritannien auftrat. In den 1980er Jahren war Lister Backgroundsängerin für eine Reihe von Popmusik-Acts, darunter Billy Idol, mit dem sie eine neunjährige Beziehung hatte.

## Karriere
1978 war sie Mitglied der Tanzgruppe Hot Gossip, die in der Kenny Everett Video Show des britischen Fernsehens auftrat. Sie waren bekannt für ihre anzüglichen Kostüme und gewagten Tanzeinlagen. Lister war eine der ursprünglichen Blitz Kids, einer Gruppe junger, extravagant gekleideter Menschen, die Anfang der 1980er Jahre die Elite-Clubnacht Blitz in Covent Garden besuchten, darunter Boy George, Steve Strange, Spandau Ballet und Marilyn. Sie trat 1980 als Tänzerin in der Musikkomödie Can’t Stop the Music auf.
Lister begann 1980 eine Beziehung mit Billy Idol. Sie sang den französischen Hintergrundgesang Les yeux sans visage auf seiner 1984 erschienenen Single Eyes Without a Face; und trat in mehreren seiner Musikvideos auf, darunter White Wedding, in dem sie die Braut spielte. Im Video zu Idols Song Hot in the City  wurde sie an ein Kreuz gefesselt. Idol schrieb zudem Sweet Sixteen für beziehungsweise über sie. Sie tanzte 1982 leicht bekleidet im Duran-Duran-Video zur Single-Veröffentlichung The Chauffeur und sang Backing-Vocals für die Band Visage und August Darnells Band Kid Creole and the Coconuts.
Lister war Mitglied der kurzlebigen Popmusikgruppe Boomerang, die aus zwei ehemaligen Mitgliedern von Kid Creole and the Coconuts bestand: Adriana Kaegi und Cheryl Poirier. Die Gruppe veröffentlichte ein Album mit dem Titel Boomerang (1986) und eine Coverversion von These Boots Are Made for Walkin.

## Privates
Lister und Billy Idol haben einen gemeinsamen Sohn (Willem Wolfe Broad auch Willem Wolf Broad), der am 15. Juni 1988 in Los Angeles, Kalifornien, geboren wurde und ebenfalls als Musiker tätig ist.

## Filmografie
- 1980 Supersound und flotte Sprüche
- 1989 Eternity
- 1989 Freddy's Nightmares (TV-Serie)
- 1990 Bad Influence
- 1990 Hunter
- 1998 Michael Angel
- 2009 2 Dudes and a Dream

## Diskografie
- 1982 The Anvil
- 1982 Tropical Gangsters
- 1983 Don't Take My Coconuts
- 1983 Doppelganger
- 1983 Rebel Yell
- 1986 Boomerang
- 1986 These Boots Are Made for Walkin’